# Plexippus phyllus
Plexippus phyllus är en spindelart som beskrevs av Karsch 1878. Plexippus phyllus ingår i släktet Plexippus och familjen hoppspindlar. Inga underarter finns listade i Catalogue of Life.